# Межкультурная коммуникация
Межкультурная коммуникация — это средства общения, передачи информации от одной культуры к другой, которое осуществляются во всех сферах культуры на основе уважения самобытности каждой из культур. О чём и пишет Олжас Сулейменов в своей книге «АЗ и Я. Книга благонамеренного читателя», например, рассуждая об основе таких терминов, как украинское «витати» и русское «обитать», он предполагает, что данные слова пришли на Русь через латинское «вита»-жизнь.

## Определения
Определение межкультурной коммуникации, данное А. П. Садохиным: «Межкультурная коммуникация есть совокупность разнообразных форм отношений и общения между индивидами и группами, принадлежащими к разным культурам».
Согласно определению Т. Б. Фрик: «Межкультурная коммуникация — это общение людей, которые представляют разные культуры». И. В. Денисова и А. П. Еременко дают похожее определение, выделяя при этом «межэтническую коммуникацию» как «общение между лицами, представляющими разные народы (этнические группы)».
В. С. Библер, говоря о межкультурной коммуникации, отмечает, что она как бы порождает «новый всеобщий социум культуры», особую социальность, точнее форму свободного общения людей в силовом поле диалога культур. В этой связи всё более актуальным становится вопрос о барьерах на пути такого общения и способах их преодоления или устранения.
Т. Н. Персикова понимает межкультурную коммуникацию как «культурно обусловленный процесс, все составляющие которого находятся в тесной связи с культурной (национальной) принадлежностью участников процесса коммуникации».
Автор выделяет три правила межкультурной коммуникации:
1. Информация, передаваемая на невербальном уровне, представляет наибольшие трудности для интерпретации членами иной культуры. 
2. Для достижения понимания при общении необходимо обучать участников межкультурного взаимодействия активному слушанию.
3. Необходимо уметь предвидеть и предотвратить возможные ошибки при коммуникации с представителями разных культур, иначе намечавшийся межкультурный контакт может сорваться за счет произведенного негативного впечатления.
Следует также иметь в виду проблемы вербального общения и форм и способов символизации общения в этой связи.

## История
Понятие межкультурной коммуникации было введено в 1950-х американским культурным антропологом Эдвардом Холлом в рамках разработанной им по заданию Государственного департамента США программы адаптации американских дипломатов и деловых людей за рубежом. Г. Трейгер и Э. Холл этим понятием обозначили «идеальную цель, к которой должен стремиться человек в своем желании как можно лучше и эффективнее адаптироваться к окружающему миру».
Первоначально для описания межкультурной коммуникации использовалось т. н. классическое понимание культуры как более или менее стабильной системы осознанных и бессознательных правил, норм, ценностей, структур, артефактов, составляющих национальную или этническую культуру. В этом случае речь идёт преимущественно о стереотипизации в понимании представителей различных культур.
В настоящее время всё чаще на первый план выдвигается т. н. динамическое понимание культуры как образа жизни и система поведения, норм, ценностей и т. д. любой социальной группы (например, городская культура, культура поколений, культура организации). Динамическое понимание культуры концентрируется на возможностях изменения культурной системы в зависимости от той или иной социальной ситуации.
Значение исследований межкультурной коммуникации усиливается в связи с процессами глобализации, в том числе всё более интенсивной миграцией.
Как научная дисциплина, межкультурная коммуникация находится в стадии формирования и отличается двумя характерными особенностями: прикладным характером (цель — облегчение коммуникации между представителями различных культур, снижение конфликтного потенциала) и междисциплинарностью.

## Типы коммуникаций
Типы коммуникаций: По количеству участников и расстояния между ними:
- межличностная (малая группа, в том числе семья) — минимальное количество участников, непосредственные отношения: характер общения зависит от изменения расстояния.
- межгрупповая/внутригрупповая — расстояние является базовой характеристикой для определения количества участников общения
- профессиональная (в деловых отношениях)
- массовая (посредством массовой коммуникации)
- межкультурная (между разными культурами, включая предыдущие, извлекаемые на поверхность жизни электронными средствами коммуникации)
- электронные коммуникации как особый тип коммуникации, играющий ведущую роль в жизни человечества.

При функциональном подходе:
- информативная
- коммуникативная
- аффективно-оценочная (чувства, мнения)
- рекреативная (информация для отдыха, в игровой форме)
- убеждающая (между людьми разных статусов, идеологические установки)
- ритуальная (традиции, обычаи)

По использованию языка:
- вербальная
- невербальная

невербальные средства общения:
- кинесика (мимика, взгляд, жесты, поза)
- просодика (голосовые и интонационные средства)
- такесика (прикосновения)
- сенсорика (чувственное восприятие, проявление ощущений)
- проксемика (пространственная структура общения)
- хронемика (временная структура общения)

функции невербального общения:
- невербальное общение дополняет вербальное
- невербальное общение противоречит вербальному
  - невербальное общение заменяет вербальное
  - невербальное общение служит регулятором вербального

## Основные понятия
Коммуникация — акт или процесс передачи информации другим людям или живым существам, «связь между двумя или более индивидами, основанная на взаимопонимании или противопоставлении, сообщение информации одним лицом другому или ряду лиц» с тем или иным результатом. 
Информация — опосредованный формами коммуникации процесс отражения изменяемого объекта, позволяющий сохранять целостность его понимания. Информация как понятие вводится в категориальный аппарат исследования (по большей части описательно) применительно к таким категориям, как материя, система, структура, отражение и др. В мире человека информация реализуется через свои носители, или средства передачи, которые сами выступают в качестве сообщения (средство передачи сообщения формирует его «под себя», играя тем самым по отношению к нему весьма активную роль). Неудивительно поэтому, что сами средства передачи информации рассматриваются в качестве информации.
Существует несколько ведущих определений информации.
Информация уменьшает степень неопределенности, неполноту знаний о лицах, предметах, событиях и т. д. Информация — это всё то, что ведёт к изменению или сохранению состояния объекта, включенного в коммуникацию. В экологии средств коммуникации как самостоятельного направления исследований межкультурной коммуникации информация рассматривается как то, что формирует в силу своей собственной природы.
. Тем самым, в этом случае информативная функция средств передачи таких сведений не учитывается.
Язык — «совокупность всех слов народа и верное их сочетание для передачи мыслей, система общения, состоящая из мелких фрагментов и набора правил, которые регулируют способ употребления этих фрагментов для составления высказывания, имеющего смысл. Система звуков и письменных знаков, используемых населением определённой страны, района в целях коммуникации друг с другом.»
Культура — закрепленные в совокупности «кодов» общественного производства человеческой жизни отношения, выступающие, например, в виде традиций, обычаев, верований определенной группы людей в определённое время. Термин культура — латинского происхождения, он появился в эпоху античности. Это слово произошло от глагола «colere», который означал «возделывание», "обработку, «уход».

## В разных культурах
Приветствия в ряде стран имеют национальную окраску. Рукопожатия — основная форма приветствия. Но, в некоторых странах не принято пожимать руку женщинам, а потому подождите, пока женщина сама протянет вам руку. Во Франции и странах Средиземноморья распространены поцелуи в щеку, в Латинской Америке — объятия. Две прижатые друг к другу перед грудью ладони — индийское национальное приветствие.
Об отношении к людям другого возраста. Везде надо проявлять уважение к старшим. Именно они должны первыми начать разговор. Когда старшие по возрасту люди входят в помещение, вставайте. Общий совет при принятии незнакомой пищи — ешьте то, что вам предлагают, и не спрашивайте, что это такое. Порежьте свою порцию на мелкие кусочки — так она без труда попадет вам в желудок.
Если же у вас есть достаточно серьезные опасения, то под удобным предлогом откажитесь от принятия предлагаемой пищи, не оскорбляя тех, кто вам ее предлагает.
Во многих странах религия оказывает влияние на деловую жизнь, в том числе на распорядок дня и рабочие месяцы и дни. Узнайте всё, что нужно знать о религии в данном случае и избегайте дискуссий. Знайте и помните, что материально представленные буддийские образы священны: нельзя, например, наступать на порог в Таиланде — под ним обитают добрые духи; никогда не отвлекайте внимание человека, обращенного лицом к Мекке; без разрешения не фотографируйте и не трогайте руками религиозные атрибуты.
Везде вы должны иметь при себе визитную карточку, на которой указывается: название вашей организации, ваша должность, титулы. Не следует использовать аббревиатуры. В Юго-Восточной Азии, Африке и на Среднем Востоке визитку всегда протягивайте правой рукой. В Японии её подают двумя руками, держа нужной стороной к партнеру.
Остерегайтесь использовать привычные вам жесты, скажем `V` (знак победы). В других странах они могут иметь совсем иное и даже очень неприличное, значение.
Сильные черты в стереотипе немецкого национального характера общеизвестны: трудолюбие, прилежание, пунктуальность, рациональность, бережливость, организованность, педантичность, расчетливость, стремление к упорядоченности. Но в 1960-х годах их использование в рекламе авиакомпании «Люфтганза» вызвала протесты, поскольку этот стереотип использовался многими в восприятии организации массового уничтожения, осуществлявшегося нацистами. В результате эта реклама была снята, и с тех пор этот стереотип немецкого национального характера в рекламе «Люфтганзы» больше не используется.

## Этапы формирования кросс-культурного менеджмента
Первыми организациями, инициировавшими и впервые исследовавшими межкультурные различия в управленческой практике, были американские транснациональные компании, столкнувшиеся в 50-60-х гг XX в. с необходимостью взаимодействия с другими национальными культурами.
Концептуальные основы, позволяющие выявлять, идентифицировать и оценивать общие черты и различия в управленческих проблемах в разных странах и регионах мира, начали складываться в академических исследованиях в конце 1960-начале 1970-х гг. В 80-х гг. XX в. формируется специальная дисциплина, получившая название «кросс-культурный менеджмент».
Первый этап
Связан с исследованиями проблематики на глобальном, транснациональном уровнях, в связи с расширенным проникновением крупных национальных компаний на рынки других государств. На данном этапе применялась концепция монокультурности исследуемых стран, концепция «национального государства», а также речь шла о «немецкой модели делового менталитета» и «китайской модели» и т. д. В рамках данного этапа основатели кросс-культурного менеджмента провели анализ многочисленных факторов, которые оказывают влияние на становление тех или иных особенностей присущего какому-либо народу или нации менталитета ¬- исторических, географических, фольклорных, религиозных. Социо-экономическое обоснование самоценности каждой национальной модели имело большое значение на фоне пропаганды абстрактных «общечеловеческих ценностей» и усредненных «прав человека». Создатели кросс-культурного менеджмента на данном этапе пришли к выводу: все народы разные, каждый из них обладает своей системой ценностей, которые вырабатывались поколениями и их изменение не может пройти без ущерба для нации.
Второй этап
На данном этапе происходило развитие теорий и типологий корпоративных культур, связанное с проблемами международного разделения труда. Создателями было отмечено, что различные национальные культуры тяготеют к разным видам организации экономического процесса, порождают разные виды организационного поведения и хозяйственной деятельности. Было также проведено множество исследований типов корпоративных культур, основанных на применении национальных деловых особенностей менталитета к конкретной экономической деятельности.
Большим достижением на данном этапе стало понимание того, что корпоративная культура организации, во-первых, основывается на национальном экономическом менталитете, во вторых, может быть изменена только с учетом её внутренней парадигмы развития.
Третий этап
В последнее время на первое место выходят исследования по управлению «культурным разнообразием», направленные на выработку механизмов, которые бы позволяли, сохраняя национально-культурную самобытность определенных групп населения, обеспечить устойчивый управленческий контроль путём выработки общего и приемлемого для представителей разных культур, образца кросс-культурных механизмов управления, как в бизнесе, так и в геополитике, культурных технологий управления.

## МодельГерта Хофстеде
Герт Хофстеде охарактеризовал культуру как процесс коллективного программирования разума, который отличает членов одной группы людей от другой. Согласно Хофстеду, восприятие и понимание населением разных стран различаются по четырём параметрам:
1. Дистанция власти — определяет степень неравенства между людьми в физическом и образовательном отношении.
2. Неприятие неопределенности — степень стремления населения страны к использованию формальных правил и фиксированию схем жизни, таких как структура карьеры и законы, в качестве средств обеспечения стабильности.
3. Соотношение мужественности и женственности — мужественность доминирует в обществах, где социальные роли мужчин и женщин в значительной мере разнятся. Мужественность не обязательно сопровождается юридическим неравенством полов. Вероятнее всего, речь идет о стремлении женщин в мужественных деловых культурах усвоить многие стереотипы мужского поведения.
4. Соотношение индивидуализма и коллективизма. В процессе воспитания личности одни деловые культуры делают акцент на самостоятельность и инициативность. В других культурах система ценностей прямо противоположная. Здесь люди рассматривают себя как часть группы, коллектива, организации[12]